# Theobald de Hoghelande
Theobald de Hoghelande ou Theobald van Hoghelande (c. 1560-1608) est un alchimiste de la Renaissance, auteur de plusieurs traités de défense de l'alchimie sous son nom, et probablement sous le pseudonyme de Ewaldus Vogelius :
- De Alchimiae Difficultatibus Theobaldi de Hoghelande. Coloniae Agrippinae. Apud Henricum Falkenburg. Anno 1594
- Historiae aliquot transmutationis metallicae, Cologne, 1604 (récit des transmutations alchimiques réussies adressé à son frère sceptique, biographie de Raymond Lulle et défense de l'alchimie contre les attaques de Nicolas Guibert et Nicolas Eymerich)

- Ewaldus Vogelius, De lapidis physici conditinibus, Cologne, 1595 (exposé des théories alchimiques du pseudo-Geber et du pseudo-Lulle

Certains de ces textes sont reproduits dans le Theatrum Chemicum.